# Lourenço de Brito Correia
Lourenço de Brito Correia foi um administrador colonial português que exerceu o cargo de Governador no antigo território português subordinado à Índia Portuguesa de Timor-Leste entre 1779 e 1782, tendo sido antecedido por Caetano de Lemos Telo de Meneses e sucedido por João Anselmo de Almeida Soares.